# Кели Муту
Кели Муту (на индонезийски: Kelimutu) е един от множеството угаснали вулкани на остров Флорес в Индонезия, където има още 14 действащи вулкана и земетресенията са често явление.
Забележителното е, че в кратера на вулкана има три езера, разположени на височина над 1600 м, оцветени по различен начин: в черно, кафяво и синьо. През 1960 г. същите езера са били в цветове мляко с какао, червеникаво-кафяво и синьо. Тридесет години по-рано те били обагрени по същия начин, какъвто са и в наши дни. Никой не е открил причината за оцветяването на водите, нито за промяната на цветовете им.

## Легенди за Кели Муту
Тези разноцветни езера се считат за мястото, където душите намират вечен покой.
Според жителите на Флорес душите на магьосниците живеят високо в планините на този индонезийски остров в езеро, чиито води са черни на цвят. Зеленото езеро наблизо е дом на душите на грешниците, а тези на непорочните деца и възрастни почиват в третото езеро, което е доста по-светло зелено от предното.

## Галерия
- Двете източни езера на Кели Муту
- Тиву Нува Мури Коо Фай (Езерото на младите мъже и девици) и Тиву Ата Поло (Омагьосаното езеро)
- Тиву Ата Мбупу (Езерото на старците)